# Зайцев, Михаил Петрович
Михаил Петрович Зайцев (6 сентября 1921 — 14 декабря 2013, Москва) — театральный общественный деятель, директор театра драмы имени Маяковского в 1976—2013 годах. Заслуженный деятель искусств РСФСР (1987), Заслуженный работник культуры РСФСР (1979).

## Биография
Окончил актёрский факультет ГИТИСа в 1942 году. В 1943—1945 в труппе фронтового театра, дошёл от Любляны до Берлина (театр выступал и на фронте, и в тылу советских войск). После войны сам на сцене больше не играл. Стал театральным управленцем, обучил нескольких учеников. 
Много лет работал директором Театра имени Пушкина и Театра на Малой Бронной. 
С 1976 года и до конца жизни директор театра Маяковского. С момента выхода на пенсию перешёл на созданную для него должность почётного директора. Посещал почти все спектакли.
Много работал в рамках Союза театральных деятелей. Преподавал в родном ГИТИСе.
Умер в возрасте 92 лет. Похоронен на Троекуровском кладбище.

## Награды
- Орден «За заслуги перед Отечеством» IV степени (9 апреля 2007 года) — за большой вклад в развитие театрального искусства и многолетнюю плодотворную деятельность[1].
- Орден Почёта (3 февраля 1998 года) — за большие заслуги в развитии театрального искусства[2]
- Орден Дружбы (27 ноября 2002 года) — за многолетнюю плодотворную деятельность в области культуры и искусства[3].
- Заслуженный деятель искусств РСФСР (1 июля 1987 года) — за заслуги в области советского театрального искусства[4].
- Заслуженный работник культуры РСФСР (18 июля 1979 года) — за заслуги в области советской культуры[5].
- В 2005 году стал лауреатом премии «Хрустальная Турандот» «за долголетнее и доблестное служение театру».